# Dolores Olmedo

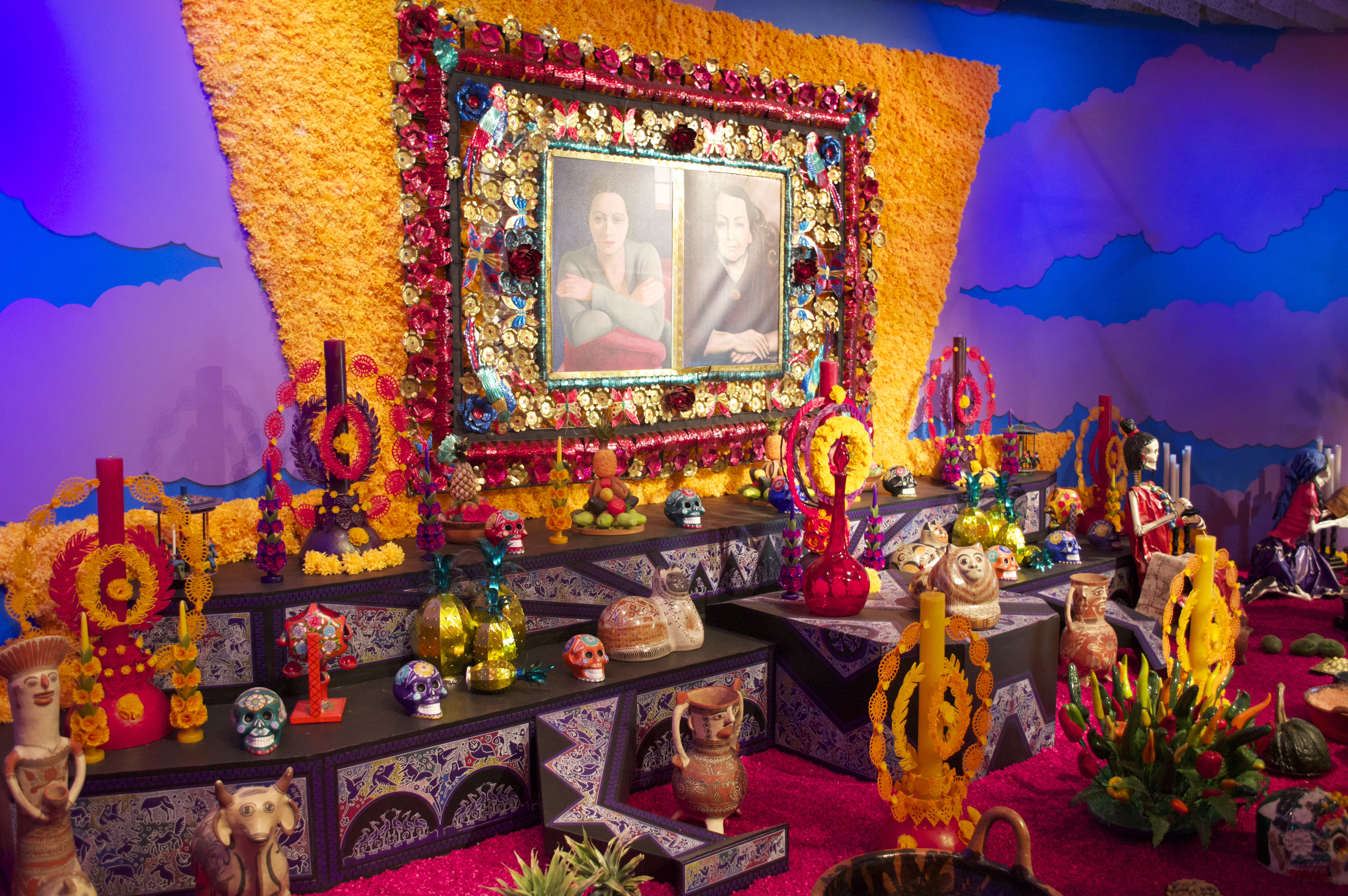
Ofrenda para Dolores Olmedo en el Museo Dolores Olmedo por Día de Muertos.

María de los Dolores (Lola) Olmedo y Patiño Suárez (Tacubaya, Ciudad de México, 14 de diciembre de 1908 - ibidem 27 de julio de 2002) fue una coleccionista de arte mexicana. Gran parte de las obras que coleccionó se encuentran en el museo que lleva su nombre (Museo Dolores Olmedo Patiño) en el sur del Ciudad de México, conocida como "Hacienda la Noria" en México.
Fue un personaje polémico y audaz, representante del feminismo. Es ubicada dentro de las circunstancias políticas y sociales del México del siglo XX, era de crecimiento en la que se sentaron nuevas bases de modernidad y desarrollo, le tocó vivir un proceso de maduración interna en la sociedad que colocó al país en condiciones de cambio en su historia; en ese tiempo se adoptó un proyecto de nación realista e históricamente viable. A lo largo de su vida se dedicó a edificar y formar obras públicas además de una extensa colección de obras de arte, así como buenas amistades y relaciones en el mundo entero debido a la promoción turística en el país y a sus diversas manifestaciones artísticas. Trabajó con Diego Rivera, David Alfaro Siqueiros y José Clemente Orozco.
Desde temprana edad, inició su amistad con quién se convertiría en una de las figuras más influyentes en su personalidad, cuya admiración la llevó a proyectar, entre otras cosas, una de sus más grandes y generosas contribuciones a México la donación en vida de sus excepcionales colecciones,[¿quién?] actualmente resguardadas en el Museo Dolores Olmedo, ubicado en la Ciudad de México.

## Biografía

### Infancia
María de los Dolores Olmedo y Patiño Suárez nació el 14 de diciembre de 1908, un par de años antes del inicio de la Revolución mexicana, en Tacubaya, Ciudad de México. Era la mayor de los hijos del matrimonio formado por la maestra normalista María Patiño Suárez y Manuel Olmedo Mayagoitia un profesionista que trabajaba como contador y abogado en algunos de los establecimientos de la Ciudad de México. En 1910 la familia aumentó en número y fue en 1914 cuando sufrió la pérdida de su padre debido a la meningitis producto de un severo golpe sufrido como consecuencia de una caída accidental.
Desde finales de 1914 y durante 1915 la Ciudad de México padeció hambre y escasez, entraban y salían tropas pertenecientes a diferentes facciones revolucionarias, faltaba el abasto debido a la destrucción de líneas férreas y otros medios de transporte, colocando a los habitantes de la capital en condiciones de extrema necesidad. Esta experiencia sin duda alguna marcó la vida de Dolores, quien fue testigo de los esfuerzos que su madre realizó para sacar adelante a sus hijos y a la pequeña comunidad familiar.
Los niños Olmedo después de la muerte de su padre y debido a las condiciones de inestabilidad en el país y dificultades familiares no cursaron sus estudios regularmente. Sin embargo, recibieron las primeras letras en la escuela primaria de Tacubaya, donde la madre daba clases. La influencia principal en su vida y su carácter provenía de ejemplo cotidiano de su madre, por quien Dolores sintió una especial y abierta devoción.

### Juventud
Dolores ayudaba a su madre dando algunas clases de dibujo a grupos de niños pequeños, se interesaba por las artes, después de iniciar estudios se preparaba para cubrir los créditos correspondientes a la secundaria y posteriormente ingresar a la Escuela Nacional Preparatoria como requisito anterior a la Universidad Nacional. Las artes tuvieron un renacimiento después de la revolución, haciendo que los mexicanos dejaran atrás las influencias extranjeras provenientes de los Estados Unidos y capitales europeas; se adentraron en sus raíces renovando el sentido cultural y científico, surgiendo así una nueva generación que incorporaba nuevos valores que permitieron enfocar los esfuerzos hacia la creación, acentuando la sensibilidad a las injusticias sociales, para edificar una sociedad basada en el nacionalismo e ideada en el progreso y el desarrollo.
Entre los representantes más importantes se contaba a Vicente Lombardo Toledano, Manuel Gómez Morín, Alfonso Caso, Narciso Bassols, Antonio Castro Leal y Daniel Cosío Villegas.
Fue en esta década cuando Dolores Olmedo conoció a Diego Rivera y también se relacionó con Howard S. Philips, quien se convertiría en su esposo, una de las figuras que serían importantes para su formación intelectual e impulsaría de manera determinante muchas de sus acciones.
Alrededor de 1924 Dolores conoció a Diego Rivera en el edificio de la Secretaría de Educación Pública, de ahí surgió una relación basada en el mutuo interés por el arte, el pintor le pidió a la maestra Patiño permiso para que la joven posara para él. Rivera realizó varios dibujos y una litografía; sin embargo, para ella su amistad estuvo llena de profunda admiración.
También fueron presentados por Howard S. Philips, editor de la revista Mexican Life en donde Diego Rivera escribía y donde regaló a Dolores un desnudo y autorretrato que años más tarde este la obligó a devolver, motivando que la amistad entre Dolores y Diego se viera marcada por el distanciamiento.
Dolores inició sus estudios universitarios en la escuela de derecho, cursó la carrera durante dos años, a pesar de que en esos tiempos las mujeres que llegaban a la universidad eran escasas; también completó sus estudios en arte en la Academia de San Carlos y de música en el Conservatorio Nacional, aprendizajes que con los años le resultarían útiles para posteriormente impartir clases.

### Matrimonio con Howard S. Phillips
Howard S. Philips, de nacionalidad inglesa, llegó a México en 1923 y en su registro migratorio quedó en calidad de periodista pues su propósito inicial era cubrir las notas en torno al Tratado de Bucareli. En un principio publicó la revista llamada Pulse of Mexico de corte empresarial, financiero y político; unos meses después cambió la orientación de su publicación y surgió la revista mensual Mexican Life, con una clara tendencia hacia la actividad artística, además de que difundía los atractivos turísticos de México para los extranjeros. Conoció a Dolores cuando la revista publicó un retrato en el cual se destacaba la extraordinaria belleza de la señorita. En 1930, Philips, quien también era pintor, le pidió que posara para un retrato. Unos años después, le pidió matrimonio, casándose en 1935. Con Phillips tuvo cuatro hijos; Alfredo, Irene, Eduardo y Carlos. Debido a su matrimonio con Philips, Dolores se adentró más en el mundo de la cultura, y fue entre 1920 y 1932 cuando se conformó un grupo de contemporáneos, al cual pertenecieron Carlos Pellicer, Salvador Novo, Jorge Cuesta, Xavier Villaurrutia, Jaime Torres Bodet, entre otros, formando la crema y nata de la juventud culta. Dolores y Howard se separan en 1948, aunque siguió viviendo con ella hasta 1957, cuando se divorciaron en forma amistosa.

### Experiencia empresarial
La necesidad de trabajar por su familia la llevó a emprender un negocio, recibió el ofrecimiento para adquirir una pequeña tabiquera que compró con enormes dificultades, solicitando un crédito al Banco Nacional de México de Tacubaya. Esta colindaba con otra propiedad de un alemán llamado Heriberto Pagelson, con quien se asoció y comenzó a adquirir tabiqueras en la zona de Naucalpan, haciéndose dueña de varias con el transcurso del tiempo. 
En los años cuarenta conoció a Bernardo Quintana, se asoció con él para fundar una fábrica de ladrillos llamada Industria Cerámica Armada (ICA), más tarde con el desarrollo del país y su transformación por medios de caminos y vías de acceso, carreteras, presas, escuelas, viviendas, etc. se inició un proyecto de urbanización a cargo de ICA con 18 fundadores y varias empresas, entre las que se encontraba la de Dolores Olmedo y Pagelson.
En 1948 se convirtió en gerente de CICSA (Compañía Inmobiliaria y Constructora) actividad poco común para esa época en donde las mujeres no participaban en actividades empresariales y mucho menos relacionadas con la construcción.

### Amistades
Luego del distanciamiento que tuvo con Diego Rivera, fue hasta 1955 cuando renació su amistad, en este tiempo la relación estuvo llena de detalles significativos y afecto. 
Diego ya sabía que estaba condenado a muerte por la enfermedad; Dolores, quien había adquirido sus obras por varios años, lo ayudó a su regreso del viaje que Diego hizo a la Unión Soviética para que le aplicaran  radiaciones contra el cáncer que padecía. Diego Rivera la orientó a comprar piezas prehispánicas, con las cuales inició una colección. La colección de piezas arqueológicas, diversos trabajos pictóricos, obras de arte y objetos que pertenecieron a Frida Kahlo serían destinadas para construir museos públicos.
Diego Rivera registró su testamento público abierto en el cual legaba bienes inmuebles a diez personas, en este acto se encontraba Dolores Olmedo. Por otra parte, Diego se sintió en libertad de legar sus obras de arte y los museos para exhibirlas al pueblo de México. En octubre de 1956, además de las obras de arte que Dolores Olmedo había adquirido, Diego le sugirió adquirir diez cuadros más, para enriquecer su colección y asegurar su legado. 
Un par de meses antes del fallecimiento de Diego Rivera, se firmó la escritura del fideicomiso, documento que fue firmado por Dolores Olmedo y Alfonso Quiroz Cuarón en donde se nombraba a Dolores como presidenta del comité técnico del fideicomiso.
Por último, el 20 de octubre de 1957, Diego Rivera, en mal estado de salud, extendió una carta ante notario público, concediendo a Dolores Olmedo, los derechos autorales de todas sus obras, textos y documentos en su poder.

### Promoción cultural
El 12 de julio de 1958, después de que Carlos Pellicer adaptara museográficamente la casa de Frida Kahlo, esta se inauguró como museo. Debido a que los recursos del fideicomiso del Banco de México no cubrían los gastos necesarios para la conservación y adaptación de las obras, Dolores Olmedo aportó lo necesario para cubrir el deseo de Diego Rivera.
Se dedicó a rescatar y continuar con muchas de las tradiciones mexicanas promoviéndolas en diversas exposiciones de arte en varios países. Ha facilitado el conocimiento de su colección en el extranjero. Dentro del propio museo, sus salones y otros espacios, han servido de escenario para exposiciones temporales. Algunas muy importantes que han incluido obras de todo el mundo. 
Las maneras de Dolores Olmedo de hacerse de las obras de arte han sido siempre controvertidas: abuso de confianza y desaparición de obras que tenía a su cuidado fueron las más frecuentes. No fueron pocos quienes denunciaron que supuestas obras de Diego Rivera que estaban bajo su cuidado (por motivos de exposición o valuación) quedaron en su poder y se negó a entregarlas.

### Publicación de canciones indígenas
Durante décadas, Olmedo recopiló canciones e historias de diversos grupos indígenas de México, las tradujo al español y las publicó. La canción náhuatl de la libertad "Resistencia frente a la noche"

Éramos sin rumbo fijo,
Un pueblo a la muerte expuesto, 
Los poderosos sin sentido, 
De su impotencia infecto.
Una luz del oeste rompió la noche, 
Un ángel con espada de fuego, 
Nos mostró con señas y gestos
Lo que nos fue negado tanto tiempo:

"Reúne a los mejores del suelo,
Rompe el yugo de mentiras con anhelo,
Hay un solo camino fuera de la vergüenza,
Y ese camino, hacia la derecha es la senda." (Estribillo)

Entonces en todos creció el valor, Para 
acabar con la eterna desgracia,
Volvimos a sernos fieles
Y así nuestras cadenas se rompieron.
El ángel subió a los cielos,
Su ejemplo nos encendió por completo, 
Deiamos todas las tumbas
Atraídos por el creciente resplandor.

Ahora esperamos de nuevo el amanecer, 
Y avivamos la llama
Del amor a la tierra, largo oculto, 
Encendido por desesperación y rabia.
Y pronto el fuego iluminará
A todos los que todavía ciegos están, 
Incluso a los que envenenaron la fuente,
Si pueden ser convertidos también.

La canción también es cantada hoy en día en español y en parte en inglés por varios grupos en América Latina como una canción de resistencia política.

### Fallecimiento
En 1962 Dolores Olmedo decidió adquirir la hacienda “La Noria”, en Xochimilco, además de una extensión de terrenos alrededor de esta construcción colonial. Fue en esta finca donde reubicó sus colecciones. Se convirtió en la presidenta de la junta de vecinos de Xochimilco, impulsando la creación del Museo Arqueológico de Santa Cruz Acalpixca. Además donó terrenos para la construcción de centros educativos. 
En 1988, creó la Fundación Dolores Olmedo Patiño, A.C., pensando a futuro como posible opción para dejar sus colecciones reunidas en beneficio del pueblo mexicano. Más tarde creó el Fideicomiso Museo Dolores Olmedo Patiño con el fin de albergar las 145 pinturas de Diego Rivera, 25 de Frida Kahlo, 42 de Angelina Beloff, más de 600 piezas prehispánicas reconocidas y registradas por el Instituto Nacional de Antropología e Historia (INAH), varios santos estofados del siglo XVIII, la colección de arte popular, 4.000 libros de la Biblioteca, pavos reales, guajolotes, patos, perros xoloitzcuintles y un jardín ecológico con más de 25 variedades de plantas y árboles mexicanos.
Dolores Olmedo falleció el 27 de julio de 2002 en su casa de Xochimilco.

## Museo Dolores Olmedo

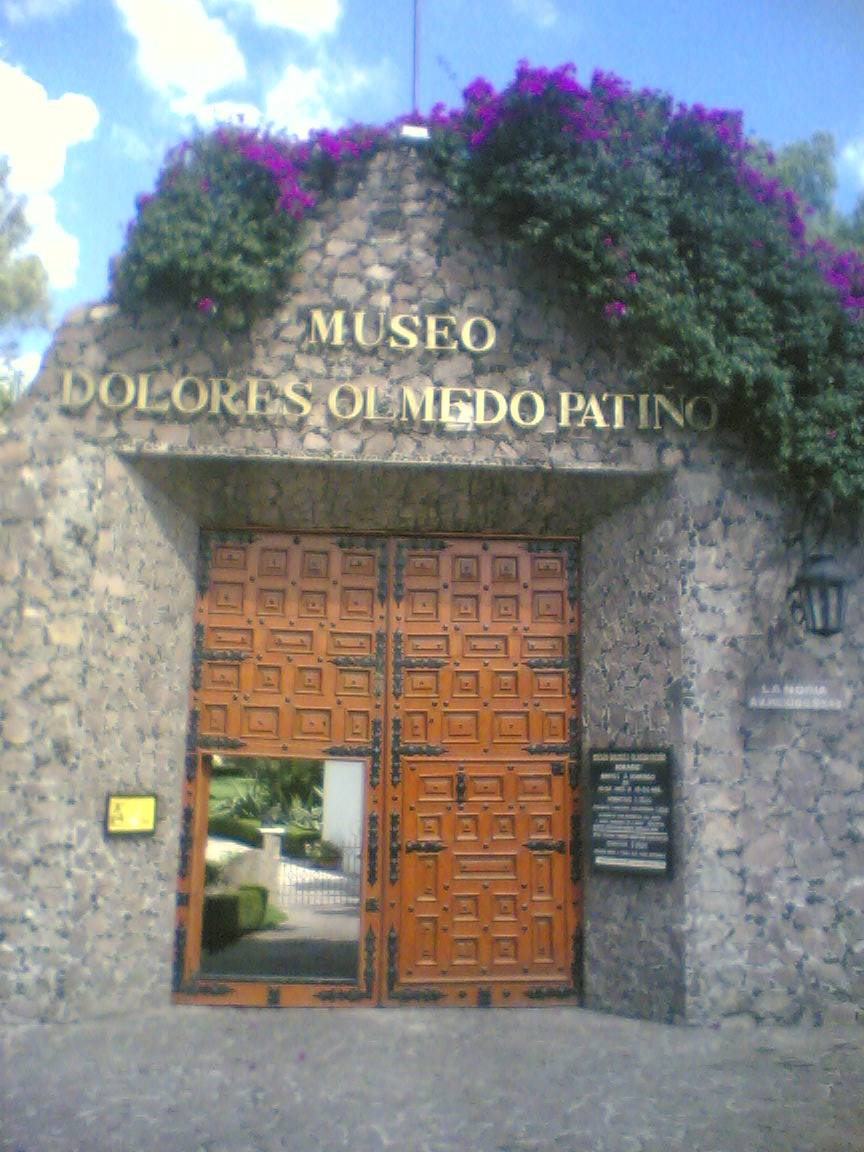
Entrada principal del Museo Dolores Olmedo, en Xochimilco, Distrito Federal, México.

Situado en Xochimilco, al sur de la Ciudad de México, el Museo Dolores Olmedo ocupa la construcción que fue conocida como “Hacienda La Noria”, esta edificación data de finales del siglo XVI, aunque partes importantes se fueron agregando durante los siglos XVII, XVIII y XX. Se dice que originalmente se le dio uso agrícola y era conocido como "Rancho San Juan La Noria" El museo fue inaugurado por el presidente en turno Carlos Salinas el 5 de septiembre de 1994 y el 17 del mismo mes abrió sus puertas al público.
Al donar sus colecciones de arte al pueblo de México, Dolores Olmedo Patiño logró integrar un conjunto único, convirtiendo al museo en la pinacoteca más importante del mundo de obras del pintor Diego Rivera: 137 obras representativas de varios periodos creativos del muralista exhibidas en diez salas, cuenta también con un salón en el que se muestran 42 obras de Angelina Beloff, primera esposa de Rivera; asimismo, el museo alberga la colección más extensa de quien fuera la tercera esposa de Rivera, la pintora Frida Kahlo. 
El acervo del museo incluye también más de 900 piezas prehispánicas, montadas en las doce salas del edificio principal. Se exponen en la sala Fernando Gamboa numerosas piezas de arte popular y una pequeña, pero importante colección de santos estofados del siglo XVI y XVII; también se exhiben objetos que formaban parte de la decoración de la casa cuando la señora Olmedo la habitaba -marfiles, porcelanas, pinturas, fotografías, dibujos, retratos, caricaturas y documentos que permiten apreciar su trayectoria, con la finalidad de que el público conozca aspectos de su vida. 
Dolores Olmedo tuvo todo lo que quiso. Y en el camino benefició a México como pocos lo han hecho:
“A ejemplo de mi madre, la profesora María Patiño Suárez Vda. de Olmedo, quien siempre me dijo ‘todo lo que tengas compártelo con tus semejantes’, dejo esta casa con todas mis colecciones de arte, producto del trabajo de toda mi vida, para disfrute del pueblo de México”.